# Espansione islamica
     espansione sotto il profeta Maometto, 622-632
     espansione durante il califfato elettivo, 632-661
     espansione durante il califfato omayyade, 661-750

Espansione dall'Islam tra il VII e l'VIII secolo dopo Cristo:
espansione sotto il profeta Maometto, 622-632
espansione durante il califfato elettivo, 632-661
espansione durante il califfato omayyade, 661-750

L'espansione islamica è il fenomeno verificatosi a partire dal VII secolo ad opera dei seguaci dell'"Islam delle origini", inizialmente arabi, poi anche i da loro invasi e sottomessi persiani, turchi, berberi, indiani o africani che riuscirono a conquistare un vastissimo impero in cui imporre la loro nuova religione, con un'espansione proseguita fino al XVIII secolo grazie all'Impero ottomano e all'Impero Moghul. Sebbene l'unificazione delle tribù beduine fosse iniziata con lo stesso profeta Maometto, egli non era interessato alla creazione di un vero e proprio Stato, per cui l'espansione vera e propria viene in genere datata a partire dalla sua morte nel 632, nei tre continenti dell'Asia, dell'Africa e dell'Europa.

## Premesse
Le popolazioni beduine che prima della nascita di Maometto abitavano la penisola arabica  erano considerate innocue dai due grandi imperi interessati alla zona: quello bizantino e quello persiano sasanide. Il primo, nel III secolo, aveva favorito la nascita del regno arabo dei cristiani Ghassanidi, tra Petra e Palmira; il secondo appoggiava invece quello dei Lakhmidi, con centro ad al-Hira. 
L'Impero di Axum infine, alleato di Bisanzio e centro di cultura cristiana-monofisita, aveva conquistato lo Yemen, ripreso poi alla fine del VI secolo dai Persiani. 
La guerra etiopico-persiana rovinò gravemente la florida economia yemenita, distruggendo il vitale sistema di dighe a canali che garantiva la straordinaria fertilità della regione. La riduzione delle aree coltivabili e delle oasi di ristoro sconvolse i traffici dei beduini, privati ormai delle derrate fresche e dei luoghi di ristoro yemeniti, e costrinse un'ampia fetta di popolazione a migrare verso nord, aumentando la popolazione e l'importanza di città quali La Mecca e Yathrib.
All'inizio del VII secolo, Maometto (La Mecca, 570 d.C. circa – Medina, 8 giugno 632 d.C.) riuscì a fare degli Arabi una nazione, fondando uno Stato teocratico. 
Alla morte del Profeta, nel 632, Bizantini e Sasanidi erano stremati da un durissimo conflitto che, protrattosi ormai da un secolo, con alterne vicende aveva visto la vittoria dei primi: nel 614 i Persiani avevano conquistata e rasa al suolo Gerusalemme, trafugando anche le reliquie della santa Croce; nel 626 erano arrivati alle mura di Costantinopoli ma, nel 628, Eraclio I aveva avviato un'efficace riscossa che aveva portato alla vittoria nel 628 e all'occupazione della capitale nemica di Ctesifonte. In seguito a questa sconfitta i Persiani erano entrati in una gravissima crisi politica e dinastica, ma anche i Bizantini erano esausti a causa dell'ingente sforzo militare ed economico.
Questi due colossi temevano la minaccia delle tribù nomadi, ma la loro attenzione era unicamente rivolta a quelle provenienti dalle steppe eurasiatiche, mentre i beduini arabi, da sempre esclusivamente impegnati in scorrerie tra di loro, non erano tenuti in considerazione. Per questo l'avanzata araba fu tanto potente quanto inaspettata.

## Il califfato ortodosso (632-661)
Dopo la morte di Maometto, gli Arabi avevano trovato coesione attraverso la nuova comune spiritualità, ma non era stato creato alcuno Stato. Venne scelto all'interno dell'élite dominante un successore, che continuasse l'attività di vicario di Dio (il Khalīfa, italianizzato in califfo): Abū Bakr, che non era un re, ma solo il successore politico di Maometto e il luogotenente di Dio sulla terra. Da allora si succedettero altri califfi, senza alcun vincolo stretto di parentela, fino al 661, quando col primo califfo omayyade, Muʿāwiya b. Abī Sufyān, la capitale fu spostata a Damasco fino al 750, anno della caduta della dinastia omayyade.
Nei trent'anni del califfato elettivo le conquiste dei Musulmani furono sorprendentemente rapide e durature. Nel 637 veniva conquistata Ctesifonte, e l'impero persiano (che per un millennio circa era stato uno degli antagonisti più poderosi e pericolosi per l'Impero romano e poi per quello bizantino) fu cancellato come neve al sole entro il 645 circa. 
All'Impero bizantino vennero strappate le ricchissime e popolose regioni della Siria, Palestina (633-640) ed Egitto (639-646). Nel 638 veniva occupata Gerusalemme, nel 642 la metropoli di Alessandria d'Egitto. Dall'Egitto si proseguì fino alla Nubia, a sud, e alla Tripolitania, ad ovest.
Con la conquista del litorale del Mediterraneo sud-orientale, i Musulmani ottennero oltre ad Alessandria e Antiochia, due dei più grandi porti ed empori del tempo, anche la capacità di creare presto una flotta con ottimi marinai. Nel 649 venne attaccata Cipro e nel 652 si registrarono modeste scorrerie in Sicilia. Nel 655 la battaglia navale lungo le coste della Licia ruppe la tradizionale supremazia bizantina in mare, con una disastrosa sconfitta delle 500 navi capitanate dallo stesso basileus Costante II.
Ci si è interrogati su come sia stata possibile una conquista tanto rapida di aree così vaste e popolose. Sicuramente si deve considerare la stanchezza delle popolazioni locali verso il duro e rapace dominio bizantino: gli arabi del califfato musulmano, infatti, offrivano paradossalmente una apparente maggiore libertà religiosa ai cristiani "eretici" (dominavano in queste zone infatti le eresie monofisita e nestoriana, duramente avversate da Bisanzio) richiedendo il pagamento di un tributo che era più leggero della tassazione imperiale, anche se alla lunga il dover pagare il tributo ha favorito in molti luoghi il passaggio alla religione islamica per risparmiare la tassa.
La conversione e il proselitismo, per gli arabi, erano infatti, secondo il precetto coranico dello jihad, ritenuti come necessari per le popolazioni pagane e idolatre, mentre lo stesso Profeta aveva previsto una differenziazione tra fede e sottomissione, individuando le cosiddette "genti del Libro", cioè quelle popolazioni monoteiste che possedevano già una parte della Rivelazione tramite l'uso delle Sacre Scritture, sempre ispirate dallo stesso Dio, ma secondo lui rese incomplete e corrotte per via della manipolazione umana. A queste genti si offriva di esercitare liberamente la propria fede nei territori dell'Islam, quali comunità protette (dhimmi), purché accettassero la superiorità dell'Islam, una certa disciplina e il pagamento di tributi.
Col tempo alcuni cristiani delle zone già bizantine poterono valutare i vantaggi, innanzi tutto di risparmio economico, della conversione all'Islam e della possibilità di fare carriera nell'amministrazione califfale: i convertiti ottenevano i pieni diritti civili ed erano tenuti solo al versamento dell'elemosina legale (zakāt). 
Attraverso queste pratiche di conversione forzata prescritte dalla jihad, già dieci anni dopo la morte di Maometto l'Islam non era più una comunità di soli arabi. La lingua del califfato era rimasta comunque soltanto l'arabo, lingua della preghiera e del testo sacro del Corano. Si creò così gradualmente una comunità arabofona con alcune componenti etniche via via più varie, soprattutto per via del fatto che gli arabi prendevano in moglie fanciulle del posto, man mano che procedeva la conquista di nuovi territori. 
Una prima crisi dell'Islam si ebbe tra il 656 e il 661 quando Alì, cugino e genero di Maometto, insorse contro il califfo 'Uthman b. 'Affan, fondatore della dinastia omayyade. Entrambi vennero poco tempo dopo assassinati e dai loro seguaci si instaurò la storica frattura tra sunniti (che riconoscono la Sunna, gli scritti con detti e fatti del Profeta) e gli sciiti (che riconoscono solo Alì quale legittimo successore di Maometto). Tra gli sciiti si ebbe un ulteriore scisma con la formazione del gruppo dei kharigiti, che sostenevano il principio radicale secondo il quale qualsiasi fedele può ricoprire la carica di califfo, quindi carica elettiva come all'inizio subito dopo la morte di Maometto, e non solo come pratica di successione dinastica come iniziato dagli Omayanidi.

## La dinastia omayyade (661-750)

La Moschea Omayyade di Damasco, capolavoro dell'architettura omayyade

Furono comunque i sunniti eredi degli omayyaidi ad avere la meglio, ed essi fondarono così un califfato ereditario spostando nel 661 la capitale da Medina a Damasco. Nella nuova capitale si abbandonarono molti dei costumi dei tempi nomadici, creando una corte che aveva come modello quella di Costantinopoli (la capitale "nuova Roma" dell'impero romano d'oriente). Nacquero così un'arte e una letteratura islamica vicine all'eclettismo bizantino cristiano, che portò a chiudere un occhio su alcuni questioni legate alla fede (come il fino ad allora scrupoloso divieto di raffigurare esseri animati).
Durante l'epoca omayyade continuarono le conquiste: in Oriente si arrivò fino all'Indo Kush e al lago di Aral con la conquista di Kabul e Samarcanda; in Occidente venne conquistata tutta l'Africa del Nord (il Maghreb, dal 647 al 663) fino alla Penisola iberica. Dal 665 gli arabi potevano contare sulla base navale di Jalula, strappata ai Bizantini, e nel 670 fu fondata la città di Qayrawan. Dal 700 Tunisi divenne un importante porto, grazie anche al trasferimento di un centinaio di famiglie egiziane esperte nella navigazione e nella costruzione navale. Entro il 705, il "lontano Occidente" (Maghreb al-Aqṣā) dell'attuale Marocco era in mano agli Arabi e si iniziava il lento e faticoso processo di islamizzazione forzata delle popolazioni berbere, in buona parte estranee alla civilizzazione romana e cristianizzate solo di recente.
Nel 711, con una numerosa flotta comandata dal berbero Tariq Ibn Ziyàd, i musulmani misero piede in Spagna, nella già razziata baia di Algeciras. Con circa 10 000 uomini sconfissero le truppe visigote di Roderico tra Algeciras e Cadice, dirigendosi speditamente su Siviglia, Cordova e, nel 713, Toledo. Nel 714 venne occupata l'Aragona ed entro il 720 la Catalogna e la Settimania. Anche in questo caso la repentinità della conquista viene spiegata con la complicità della popolazione, in particolare degli ebrei, degli ariani (i re Visigoti si erano da tempo convertiti al cristianesimo "romano") e delle fazioni nemiche a Roderico.

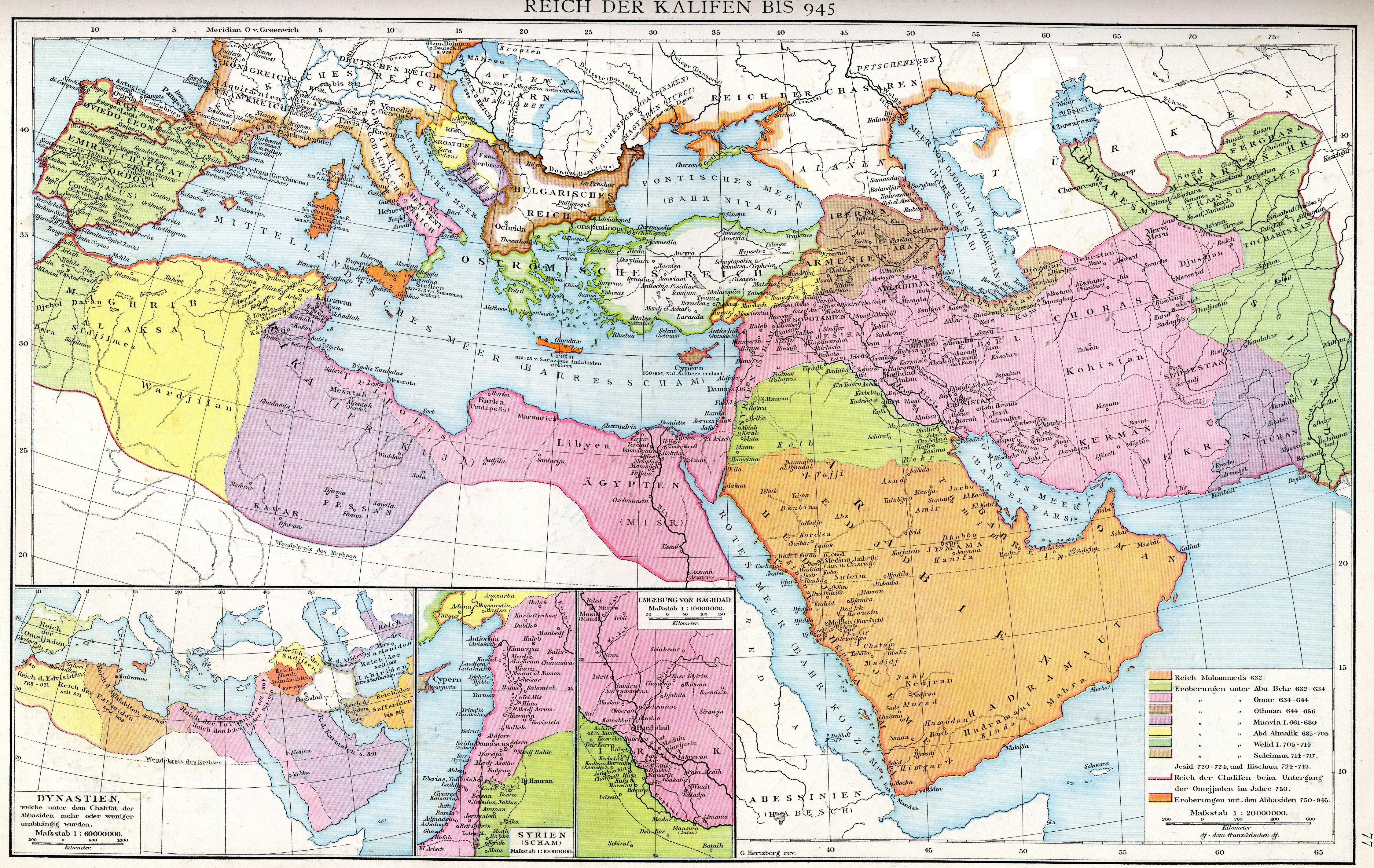
Il califfato nel 945. Mappa tratta dall'Atlante storico di Gustav Droysen, 1886

Nel 717, sul fronte orientale, i musulmani avevano posto l'assedio a Costantinopoli, con a capo dei due schieramenti Maslama, fratello del califfo ʿAbd al-Malik e il basileus Leone III, il quale riuscì a fatica a respingere l'assalto grazie all'uso del "fuoco greco" (vasi di terracotta o vetro pieni di nafta e quindi infiammabili), che distrusse la flotta araba, impedendo temporaneamente l'espansione verso la Penisola balcanica.
Nel 718 venne occupata Narbona, nel 721 i musulmani arrivarono a Tolosa e nel 725 conquistarono Nîmes e Carcassona. Autun fu incendiata il 725 o il 731, mentre ormai tutta la Provenza, insieme al bacino del Rodano, era teatro delle loro scorrerie.
Papa Gregorio II seguiva con trepidazione gli sviluppi temendo per i Franchi, "figli primogeniti della Chiesa di Roma" fin dal battesimo di re Clodoveo. Incoraggiò il duca d'Aquitania Oddone a resistere a Tolosa e inviò agli assediati alcuni tessuti che avevano coperto l'altare di San Pietro, che vennero ridotti in brandelli e inghiottiti dai guerrieri cristiani come rito parasacramentale.
Nella Penisola iberica vi furono focolai di resistenza cristiana, in particolare nelle asperità dei Pirenei e dei Monti Cantabrici, nei quali il goto Pelagio organizzò nel 720 il principato delle Asturie, che circa venti anni dopo si trasformò in regno, con capitale Oviedo (fondata nel 760).
Secondo una tradizione molto radicata, i musulmani furono fermati dalla battaglia di Poitiers del 732 (o 733) dal carolingio Carlo Martello. In realtà tale avvenimento ebbe una risonanza mitica, legata al Ciclo carolingio, che probabilmente oltrepassò la realtà del dato storico, moltiplicandone la reale importanza. Negli anni successivi infatti le razzie non terminarono ma si assisté piuttosto a un graduale esaurirsi della spinta araba, forse la naturale conclusione del processo di espansione. Nel 734, per il tradimento del duca di Provenza Mauronto, veniva presa Avignone e contemporaneamente veniva saccheggiata Arles. Nel 737 gli Arabi arrivarono a saccheggiare la Borgogna, dove prelevarono un'enorme quantità di schiavi da portare in Spagna. Carlo Martello era impegnato nelle continue campagne nel sud della Francia, ma i continui doppi giochi di alleanze trasversali e tradimenti rende impossibile una netta divisione tra i due schieramenti, tanto che ad alcuni Franchi le scorrerie musulmane fecero perfino comodo, all'interno di una lotta per il potere molto complessa.
Nel 751, sul fronte orientale, la battaglia di Talas segnava la spartizione dell'area altaica tra musulmani e Impero cinese della dinastia Tang.
Nel Mediterraneo, gli Arabi (detti talora Saraceni) conquistarono la Sicilia nell'827, toccarono la Sardegna e la Corsica, oltre a un tratto della costa provenzale e parte della Calabria, della Puglia e della Campania.

## La componente ebraica
Un importante tramite fra mondo islamico e cristiano latino furono gli ebrei. Se non si è ancora ben certi di chi fossero in realtà i Radaniti che operarono fra al-Andalus e le regioni franche al di là dei Pirenei, siamo però ben documentati circa l'azione intermediatrice svolta da un po' tutti gli ebrei spagnoli che, sfruttando la benevolenza dei governi islamici, si avvalsero della possibilità di aggirare la norma coranica che vieta il cosiddetto “commercio di denaro” ai musulmani e, in definitiva, di lucrare sulle plusvalenze.
In al-Andalus gli ebrei sefarditi costituirono una fondamentale classe mercantile che, in qualche misura, godeva del vantaggio di un analogo status giuridico concesso loro dal mondo cristiano che conosceva un identico divieto di conseguire interessi economici su un capitale; in questo modo potevano importare ed esportare le preziose merci prodotte nell'area islamica e trafficare sui beni che riusciva a produrre il mondo cristiano latino (un esempio è rappresentato dal panno di lana), oltre a tutte le materie prime (specialmente ferro e legname) che difettavano in al-Andalus.
L'apporto ebraico non fu tuttavia solo di tipo economico-finanziario bensì, in misura tutt'altro che trascurabile, anche scientifico e artistico. Grazie ai divieti islamici che impedivano agli ebrei determinate professioni (soldato, giudice e proprietario terriero), gli israeliti furono indirettamente costretti ad occuparsi, oltre che di commercio, anche di tutte le cosiddette professioni “liberali” (nel senso di libere), tra cui quelle del medico, del farmacista, dello studioso e del traduttore, trovando benevola e conveniente accoglienza nella società islamica andalusa, giungendo ad occupare non di rado importanti funzioni burocratico-amministrative (anche ai massimi livelli vizirali) nella macchina governativa islamica.

## La cultura e la scienza araba
L'elemento arabo-berbero (ma non dimentichiamo anche la presenza persiana) portò all'Occidente cristiano nuove conoscenze tecnologico-scientifiche, specie nell'agricoltura, con l'introduzione di non poche piante del tutto sconosciute (canna da zucchero, carciofo, riso, spinaci, banane, zibibbo, cedri, limone, arancia dolce o cotone, come pure spezie di vario tipo, quali la cannella, i chiodi di garofano, la noce moscata - ossia di Mascate - il cardamomo, lo zenzero e lo zafferano) oppure reintroducendo colture abbandonate dalla fine del cosiddetto periodo classico "antico" (innanzi tutto l'ulivo o l'albicocco). Furono re-introdotte le tecniche costruttive dei mulini ad acqua e a vento già conosciute ampiamente dai greci e romani in verità, tecniche bancarie quali l'assegno e la lettera di cambio, senza dimenticare la conoscenza approfondita della matematica ellenistica, quali l'algebra o la trigonometria, l'aritmetica decimale (con la re-introduzione del concetto di zero e del sistema decimale elaborato in ambito indiano) ma conosciutissimo in epoca greca. Una innovazione tecnologica tramandata dagli Arabi nell'Occidente è la bussola, già in uso in Cina.
I musulmani svilupparono grandemente gli studi della medicina greca, l'alchimia (genitrice della moderna chimica in realtà espressione della chimica ellenistica) e l'astrologia, con gli annessi studi astronomici (da ricordare la re-introduzione dell'astrolabio già in uso in epoca ellenistica). Nella filosofia il loro apporto per l'Europa continentale fu solo di trascrizione: grazie alle traduzioni da essi approntate o da essi commissionate, si tornò a conoscere non pochi testi di filosofia e di pensiero scientifico prodotto in età ellenistica. Grazie a tali traduzioni l'Europa occidentale e centrale (che aveva quasi del tutto cancellato il ricordo del retaggio culturale espresso nell'antichità classica in lingua greca) tornò in possesso di opere da tempo trascurate e a rischio di totale oblio.
I musulmani sotto amministrazione abbaside, fatimide e andalusi crearono biblioteche e strutture d'insegnamento pubbliche che - come nel caso di Cordova - costituirono di fatto le prime università del Vecchio Continente, alimentate dal sapere della cultura persiana antica, da quella indiana, da quella greca ed ebraica. In Occidente la fama di medici quali Avicenna e Razī divenne duratura, tanto che i loro lavori divennero libri di testo fino al XVIII secolo, mentre di notorietà non minore fruirono gli studi di filosofi quali Averroè (che - diceva Dante - di Aristotele "il gran Comento feo") e Geber, considerato per secoli, anche in ambito cristiano, il più grande alchimista.

## La società araba durante l'espansione
Le classi sociali nelle zone conquistate dagli Arabi erano:
1. I conquistatori, ai quali spettava in toto il potere politico.
2. I convertiti all'Islam (mawālī), che avevano teoricamente gli stessi diritti dei musulmani di prima generazione anche se, per tutto il primo secolo islamico (VII-VIII secolo), si videro negati i pieni diritti politici, sia in Asia e in Africa che in al-Andalus, con la sottomissione, talora, a tributi dai quali i convertiti avrebbero dovuto in teoria essere esentati (sussistendo l'assoggettamento alla sola zakat).
3. I non-musulmani che godevano di diritti civili alquanto ridotti e pagavano tributi (jizya e kharāj) più gravosi di quelli dovuti dai musulmani.
4. Gli schiavi che non avevano diritti politici ed economici, anche se, a partire dal IX secolo, fu loro aperta la carriera militare. Massimamente preferiti erano, per il "mestiere delle armi", i Saqaliba (all'incirca traducibile con “Schiavoni”), provenienti dalle razzie condotte nelle aree balcaniche, nelle regioni franco-germaniche e in Italia.